# Nicasio Álvarez de Sotomayor
Nicasio Álvarez de Sotomayor (1900–1936) foi um político falangista espanhol e membro da Confederación Nacional del Trabajo (CNT). Foi alcaide da Província de Cáceres na Extremadura sob a Segunda República Espanhola. Após a eclosão da Guerra Civil Espanhola, ele foi executado pelos Nacionalistas no Terror Branco (Espanha).